# Königsberger Geheimbundprozess
Der Königsberger Geheimbundprozess im Juli 1904 war ein Strafprozess vor dem Landgericht Königsberg gegen neun deutsche Sozialdemokraten und Schmuggler, darunter den späteren preußischen Ministerpräsidenten Otto Braun, denen die Staatsanwaltschaft den Schmuggel „anarchistischer“ Schriften nach Russland, „Geheimbündelei“ und Beleidigung des russischen Zaren vorwarf. Hugo Haase, Karl Liebknecht und andere übernahmen die Verteidigung. Haase deckte parallel vor dem Reichstag die Zusammenarbeit der preußischen Polizei mit russischen Geheimagenten auf. An den Debatten, die viel Aufsehen erregten, beteiligten sich auch der SPD-Vorsitzende August Bebel und Reichskanzler Bernhard von Bülow. Der Prozess endete mit dem Freispruch dreier Angeklagter und der Verurteilung der sechs anderen zu kurzen Haftstrafen wegen „Geheimbündelei“. Die Handhabung der Untersuchungshaft gegen die Angeklagten wurde zum Gegenstand weiterer Diskussionen um eine Strafrechtsreform.

## Vorgeschichte
Im November 1903 wurde der Königsberger Sozialdemokrat Otto Braun nach einem Gespräch mit Hugo Haase von der Polizei verhaftet und für fünf Monate in Untersuchungshaft gesteckt. Die russische Geheimpolizei Ochrana hatte ihm vorgeworfen, Schriftgut russischer „Anarchisten“ aus der Schweiz nach Russland eingeschleust zu haben, und die preußische Polizei war ihren russischen Kollegen hilfreich zur Seite gesprungen. Acht weitere Sozialdemokraten wurden ebenfalls verhaftet und waren zum Teil monatelang in Untersuchungshaft. Hugo Haase kümmerte sich sowohl als Rechtsanwalt als auch als Reichstagsabgeordneter der SPD intensiv um den Fall und ermittelte eigenständig über die Tätigkeit russischer Polizeispitzel in Berlin.

## Debatten in Reichstag und Abgeordnetenhaus
Im Januar 1904 interpellierte Hugo Haase im Deutschen Reichstag gegen die Arbeit russischer Polizeiagenten auf deutschem Boden. Haase fragte den Reichskanzler Bernhard von Bülow: „Wie kommt es, dass in Königsberg gegen Reichsangehörige wegen angeblicher Beihilfe zum Hochverrat und zur Beleidigung des russischen Kaisers ein Verfahren eingeleitet worden ist, bevor der die Strafbarkeit bedingende Strafantrag der russischen Regierung vorlag? Auf wessen Veranlassung und auf welchem Wege ist die russische Regierung zur Stellung des Strafantrages veranlasst worden?“ Dabei schilderte Haase die kriminelle Arbeit russischer Polizeispitzel in Berlin gegen die dort vertretenen russischen Studentinnen und Studenten. Er griff Bülow persönlich an: „Meine Herren, es wäre ja im höchsten Maße merkwürdig, dass an der Spitze unserer Reichsregierung ein Mann steht, der sich von Zeit zu Zeit auf Kant beruft und der nach seiner Erklärung Fichte glühend verehrt, und der es dennoch dulden sollte, dass man Freiheit liebende junge Leute, Freiheit liebende Mädchen und Frauen einem Henker ausliefert…“ Staatssekretär Oswald von Richthofen antwortete: „Anarchisten sind uns gänzlich unwillkommen… Ich glaube, die Damen sind sogar sehr stark vertreten, und zuweilen in freier Liebe…“ Der SPD-Vorsitzende August Bebel meldete sich empört zu Wort und warf der Regierung „Kriecherei vor Russland“ vor. Die an Russland Ausgelieferten würden ohne Rechtsverfahren in die Bergwerke Sibiriens verbannt. Auch die Freisinnigen Karl Schrader und Hermann Müller griffen Haases Kritik auf. Die Debatte löste viele Berichte und Kommentare in der liberalen Presse und Kundgebungen der Berliner SPD aus.
Der preußische Justizminister Karl Schönstedt warf im Februar vor dem Preußischen Abgeordnetenhaus den Königsberger Angeklagten vor, sie hätten Schriften anarchistischer russischer Terroristen schmuggeln wollen. Er zitierte entsprechende Mordaufrufe. Die SPD entfachte am 27. und 29. Februar 1904 eine weitere Reichstagsdebatte, in die Bebel und der kranke Reichskanzler von Bülow eingriffen. Bebel verglich die Behandlung russischer Studenten mit der Verfolgung deutscher Liberaler in der Zeit der Karlsbader Beschlüsse. Haase betonte die Distanz der SPD gegenüber terroristischen Aufrufen, verglich diese aber angesichts der in Russland herrschenden Unterdrückung mit den „blutrünstigen“ Sprüchen deutscher Nationalisten wie Ernst Moritz Arndt und Ludwig Jahn in der Restaurationszeit. Bülow betonte in seiner Antwort, Deutschland gewähre Duldung und Schutz nur für diejenigen, „die sich unter unsere Gesetze stellen … und die sich anständig aufführen. Aber wir sind in Deutschland noch nicht so weit gekommen, dass wir uns von solchen Schnorrern und Verschwörern auf der Nase herumtanzen lassen.“

## Prozessverlauf
Im Juli begann vor dem Landgericht Königsberg der Prozess gegen Otto Braun und acht weitere Angeklagte, fast alle Arbeiter oder Handwerker sowie ein Expedient der Vorwärts-Buchhandlung. Nur einer davon, der Schmied und Schmuggler August Kugel, befand sich noch in Untersuchungshaft. Die Anklage lautete auf Geheimbündelei nach § 128 StGB, Beihilfe zum Hochverrat gegenüber dem Zaren und Beihilfe zur Beleidigung des Zaren nach §§ 102 und 103. Hugo Haase, Karl Liebknecht und die anderen Verteidiger deckten im Prozess auf, dass die preußische Polizei die beschlagnahmten russischen Schriften dem russischen Generalkonsul Wywodzew zur Prüfung übersandt hatte. Dieser hatte in einer der Schriften bedenkliche Sätze gefunden und der Polizei auf Deutsch mitgeteilt. Daraus stammten die Zitate, die die Staatssekretäre Schönstedts und der preußische Innenminister von Hammerstein vor dem preußischen Abgeordnetenhaus verlesen hatten. Drei vom Gericht bestellte Übersetzer stellten jedoch fest, dass diese Sätze in der betreffenden Schrift nicht enthalten waren. Der Konsul gab, als Zeuge geladen, zu, dass er „nicht wörtlich übersetzt“ habe.
Haase bekam mit Hilfe des Juraprofessors Michael von Reisner heraus, dass nach dem russischen Strafgesetzbuch keine Deutschen wegen Beleidigung des Zaren angeklagt werden konnten, da es keinen gegenseitigen Vertrag gab. Die russische Botschaft hatte die entsprechenden Paragraphen gegenüber den preußischen Behörden falsch übersetzt. Andere Zeugen sagten aus, dass der Versand sozialdemokratischer russischer Schriften nach Russland seit Jahren weitgehend offen betrieben wurde. Die Staatsanwälte hielten dennoch an ihrer Anklage auf Hochverrat fest. Haase schlug in seinem Plädoyer einen weiten Bogen: „Ist es denkbar, dass ein kraftvolles Volk, welches Männer wie Dostojewski, Puschkin, Turgenjew, Tschechow, Gorki, Tolstoi hervorgebracht hat, dauernd diese Zustände erträgt? (…) Aus den Schriften klingt eine Sehnsucht heraus nach Fortschritt, nach Kultur, nach der Aufnahme in die Familie der westeuropäischen Völker… Wenn aber das Verlangen nach einer Konstitution Hochverrat ist, dann waren alle unsere Großväter Hochverräter, dann waren es die Burschenschaftler.“
Das Gericht sprach am 25. Juli 1904 schließlich drei der neun Angeklagten frei, darunter Otto Braun, und verurteilte sechs wegen Geheimbündelei nach § 128 StG zu jeweils mehrmonatigen Haftstrafen. Haases Ruf als hervorragender Strafverteidiger war nach dem Prozess deutschland- und europaweit verbreitet. Lenin schickte ihm ein Glückwunschtelegramm aus der Schweiz, weil er es geschafft habe, die innenpolitischen Verhältnisse in Russland europaweit bekannt zu machen.

## Nachwirkungen
Der preußische Justizminister Schönstedt musste im November 1905 von seinem Amt zurücktreten, nachdem er durch eine Rechtfertigung seines Verhaltens während des Königsberger Prozesses große Empörung bei SPD und Linksliberalen ausgelöst hatte und politisch nicht mehr zu halten war.
Hugo Haase hielt auf dem Mannheimer Parteitag der SPD im September 1906 ein umfassendes Referat über Missstände im deutschen Strafrecht und Forderungen an eine Strafrechtsreform. Darin spielte die Willkür von Richtern bei der Verhängung von Untersuchungshaft eine wichtige Rolle. Haases Reformforderungen wurden vom Parteitag als Resolution verabschiedet und später u. a. von Gustav Radbruch aufgegriffen.